# Pierre le Grand
Pierre le Grand (Dieppe, ... – ...; fl. XVII secolo) fu un bucaniere del mar dei Caraibi vissuto nel XVII secolo. La sua storia è nota per una sola fonte: Bucanieri nei Caraibi di Alexandre Olivier Exquemelin; potrebbe essere una figura immaginaria. Viene comunque citato dall'autore come il primo dei bucanieri della storia.

## Origini
Pierre nacque a Dieppe, in Francia, ma a parte questo non è documentato nulla della sua vita prima dell'arrivo nell'isola di Tortuga, a metà del XVII secolo.

## Attacco di un galeone spagnolo
Pierre le Grand è conosciuto solo per il suo attacco ad un galeone spagnolo vicino al Capo Tiburón, sulla costa occidentale dell'isola di Hispaniola (nell'odierna Haiti).
Pierre reclutò un equipaggio di 28 uomini, partendo poi su una piccola barca alla ricerca di navi spagnole da sacchegiare. Dopo una lunga e infruttuosa navigazione, essi avvistarono una nave che rimase isolata dal resto della flotta. Verso il tramonto la assaltarono senza praticamente incontrare resistenza, visto che l'equipaggio spagnolo non si aspettava un'azione del genere per una così piccola imbarcazione.
Arrampicatisi sulla nave spagnola armati di spada e pistola, sorpresero il capitano mentre giocava a carte nella sua cabina. Sopraffatta la debole resistenza costrinsero la nave alla resa.
Exquemelin racconta che poi Pierre la Grand, liberati gran parte dei prigionieri, si portò in Francia con la nave ed il suo ricco carico, dove visse per il resto della sua vita. Egli poi scompare dalla storia. Tuttavia, vi è qualche indicazione che possa essere emigrato in Canada, dato che il suo nome compare nei registri dell'immigrazione come arrivato a Montréal nel 1653.